# Vojvođanska banka
Vojvođanska banka je srbijanska komercijalna banka sa sjedištem u Novom Sadu.
Banka nudi usluge komercijalnog i investicijskog bankarstva te usluge štednje. Tako je Vojvođanska banka vodeća u Srbiji po štednji u srpskom dinaru, treća po deviznoj štednji te je izdala preko 430.000 VISA kreditnih kartica[nedostaje izvor].

## Povijest
Povijest banke seže u 1868. godinu kada je u Somboru osnovana kreditna zadruga. 1962. je osnovana Privredna banka Autonomne Pokrajine Vojvodine koja 1966. postaje Privredna banka Novi Sad.
U razdoblju između 1968. i 1972. banka se spaja s Komercijalnim bankama iz Sente i Bačke Topole, Kreditnom bankom iz Kule, Banatskom bankom iz Zrenjanina te Sremskom bankom iz Srijemske Mitrovice.
1973. godine tadašnja Privredna banka mijenja ime u Vojvođanska banka te postaje najveća bankarska institucija u Vojvodini te jedna od najvećih u Jugoslaviji.[nedostaje izvor]
Krajem 1970-ih banka otvara tri samostalna predstavništva u Londonu, Frankfurtu i New Yorku kao i zajednička predstavništva u Moskvi, Pekingu i Teheranu.
Tijekom 1980-ih Vojvođanska banka postaje članicom Jugoslavenskog bankarskog konzorcija kako bi se realizirao prvi kredit koji je dala Međunarodna financijska korporacija (IFC) za razvoj malog poduzetništva. Tijekom tog desetljeća banka je realizirala 70% ukupnog VT prometa vojvođanskog gospodarstva. Zbog toga je banka 1987. potpisala ugovor s IFC-om o 50 milijuna USD vrijednom kreditu koji bi se iskoristio za financiranje izvozno orijentiranog vojvođanskog gospodarstva.

### Povijest nakon raspada SFRJ
Raspadom SFRJ i nakon sloma angažmana Srbije u ratu protiv Hrvatske i BiH, banka je 1995. postala Vojvođanska banka a.d. Tri godine nakon toga, banka je zajedno s Apatinskom pivarom osnovala Srpsku razvojnu banku u Beogradu. Također, osnovana je i tvrtka Vobdil koja se bavi burzovnim posredništvom te je u vlasništvu banke.
Prema popisu koji je objavio poslovni časopis The Banker 2002. godine, Vojvođanska banka je bila najjača bankarska institucija u ondašnjoj srbijansko-crnogorskoj federaciji po snazi i veličini kapitala. Također, stavljena je na 30. i 31. mjesto jugoistočne Europe po snazi kapitala odnosno aktivi. Također, banka je te godine uvela u rad elektroničko bankarstvo.[nedostaje izvor]

### Novija povijest
2006. godine grčka poslovna banka National Bank of Greece kupuje 99,44% Vojvođanske banke za iznos od 385 milijuna eura. Za kupnju banke u procesu privatizacije bilo je zainteresirano 11 europskih banaka a njena prodaja se smatra najznačajnijom prodajom banke u Srbiji.
Nakon kupnje, ove dvije banke na srbijanskom bankarskom tržištu posluju pod nazivom Vojvođanska banka a.d. Novi Sad.

## Područje poslovanja
Vojvođanska banka posluje diljem cijele Srbije, odnosno u 104 poslovnice. Mreža poslovnica

## Vanjske poveznice
- Službene web stranice Vojvođanske banke